# Quilombo
Un quilombo  è una comunità fondata da schiavi africani fuggiti dalle piantagioni in cui erano prigionieri nel Brasile all'epoca della schiavitù. I quilombo costituirono un'importante forma di resistenza alla schiavitù. Il quilombo più famoso della storia del Brasile fu quello di Palmares.

## Etimologia
La parola "quilombo" ha origine nei termini "kilombo" (in kimbundo) o "ochilombo" (in umbundo), presenti in varie lingue africane Bantu di alcune regioni dell'Angola. In origine, la parola indicava una zona di sosta utilizzata dalle popolazioni nomadi. Andò anche a identificare gli accampamenti delle carovane dei commercianti di cera, di schiavi e di altri beni commerciati dai colonizzatori.
Fu in Brasile, meta del più grande afflusso di schiavi (1 582 000 persone nel 1798), che il termine "quilombo" andò a designare le comunità autonome di schiavi fuggitivi: altri termini usati in Sudamerica sono mocambos, palenques, cumbes; nel mondo anglosassone, queste sono chiamate comunità marooons.
In portoghese i quilombo vengono chiamati anche mocambo, sebbene questo termine viene a volte preferito per indicare comunità di dimensioni minori di schiavi fuggiti dalle piantagioni. Il termine "quilombo" è di uso comune solo dall'inizio del XX secolo, mentre "mocambo" era usato al suo posto prima di quel tempo. Il termine proviene dall'amubundu mo-kambo, che indica un nascondiglio. Quilombo avrebbe quindi un'accezione maggiormente legata all'idea di resistenza, indicando quindi un "accampamento da guerra" piuttosto che un semplice luogo dove trovare rifugio.

## Storia
Nel 1502 arrivarono in America i primi schiavi dall'Africa. Furono portati per sostituire la forza lavoro autoctona, che si stava man mano esaurendo nelle colonie spagnole. Da allora e fino all'inizio del XIX secolo, si stima che circa 60 milioni di africani vennero trasferiti con la violenza dai trafficanti europei dalle loro terre d'origine, per essere utilizzati come manodopera nelle Americhe; di questi 60 milioni, solo circa 12 milioni sopravvissero alla traversata dell'oceano Atlantico.
Già alla fine del XVI secolo, gli schiavi cimarroni in fuga dalle piantagioni erano un fenomeno di massa. In Brasile il fenomeno s'intensificò, portando alla creazione dei quilombo, quando comunità di schiavi fuggiaschi si rifugiarono in luoghi remoti o fortificati, in particolare negli attuali stati dell'Amazonas, Bahia, Goiás, Mato Grosso, Minas Gerais, Pará, Rio de Janeiro e San Paolo. Nel 1575 si registra il primo quilombo a Bahia. Queste comunità di schiavi fuggiaschi erano guardate con sospetto dai negrieri e dai coloni, dato che fomentavano la rivolta presso gli schiavi occupati nelle piantagioni e attaccavano le fattorie dai loro rifugi nelle montagne, e questo sin dal 1597.
Gli schiavi perseguiti dai cacciatori di schiavi si spostarono nella foresta pluviale, soprattutto a partire dalla seconda metà del XVIII secolo, dove spesso si mescolarono a bande di indigeni. In seguito, dopo l'abolizione della schiavitù, numerosi quilombo si fondarono nei pressi delle grandi città nel XIX secolo. Il più famoso, il quilombo di Palmares, divenne un vero e proprio stato, occupante una vasta area nella zona nordorientale del Brasile, tra gli odierni stati dell'Alagoas e Pernambuco, arrivando a contare 30 000 abitanti.

### Quilombo moderni
La costituzione del Brasile del 1988 riconosce gli insediamenti delle popolazioni discendenti degli schiavi fuggiti. Anche se difficilmente applicabile per mancanza di un quadro legislativo che garantisca i diritti dei quilombo, questo riconoscimento conserva un valore simbolico. A partire dagli anni 1990, i movimenti per i diritti della popolazione nera hanno rivendicato l'eredità dei quilombo, sottraendoli ad un destino che li vedeva unicamente come luoghi di memoria. La battaglia per i diritti di queste comunità agrarie si inserisce nelle difficoltose questioni di riforma agraria e razzismo diffuso in Brasile.
La lotta per il riconoscimento dei quilombo e per l'assegnazione di terre è un aspetto politico centrale per la sopravvivenza di queste comunità. La ricerca antropologica ha giocato un ruolo importante alla fine del XX secolo per attestare l'eredità dei quilombo dalle popolazioni africane trapiantate in Brasile, anche se gli abitanti dei quilombo parlano di "schiavitù" più per identificare lo sfruttamento dei loro avi da parte dei proprietari terrieri nel XIX secolo, che per indicare un vero e proprio stato di costrizione lavorativa. La battaglia burocratica per l'assegnazione delle terre del movimento per il riconoscimento dei quilombo mira a riassegnare i territori degli indigeni che erano stato distribuiti alle elite locali da una legge nel 1850.
La popolazione brasiliana, di norma, guarda questa popolazione nera con sospetto. I quilombolas hanno gravi difficoltà a inserirsi nel mondo del lavoro, anche per la sfavorevole posizione dei loro villaggi, che sorgono là dove sono stati storicamente creati, arroccati su alture dell'interno, a volte a centinaia di chilometri dalle capitali e dalle grandi città.
Nel XXI secolo, sopravvivono ancora numerosi insediamenti quilombo sparsi per tutto il Brasile e quasi mai collegati tra di loro. Si tratta spesso di piccoli villaggi fatti di capanne di fango con, qualche volta, anche costruzioni in muratura (spesso la sala comunitaria o le case dei meno poveri). La mancanza di documenti formali che attestino la proprietà delle terre ha provocato conflitti con i progetti industriali di sfruttamento delle foreste.
A distanza di secoli, i quilombolas sono ancora discriminati e sfruttati. Molti uomini lavorano ancora come "schiavi moderni" nelle piantagioni di canna da zucchero, lavorando a braccia e senza l'ausilio di nessuna macchina. I compensi sono da fame, per il maggior profitto dei latifondisti, specialmente in Paraiba, nel nord est del Brasile. A volte gli sfruttatori sono finanche persone insospettabili, come magistrati locali.
La scarsità di lavoro e il senso di oppressione senza alternative, spinge alcuni a dedicarsi ad attività criminose o al consumo di stupefacenti. Altri, invece, si dedicano alla musica, ai bambini, alla lotta per i diritti umani, ai lavori più umili dentro e fuori dal villaggio.
Nei villaggi non ci sono comodità o strade se non i viottoli e sentieri che si ritrovano anche in Africa. Nella stagione delle piogge (corrispondente al periodo in cui in Europa è estate) le strade si trasformano in fango e diventano di difficile percorribilità. Perciò scarseggiano le automobili, che sono solo rare e vetuste, mentre sono più diffusi mezzi di locomozione come motociclette di piccola cilindrata e cavalli.
Pochi sono coloro che restano in contatto con i quilombo o che portano occasionalmente qualche aiuto alimentare, tra i quali i missionari e le organizzazioni umanitarie che tentano di difendere i loro diritti davanti alla giustizia federale.

## Caratteristiche
Tradizionalmente, i quilombos si trovavano alla periferia di regioni ad alta concentrazione di schiavi, in lontananza dai centri urbani e in zone di difficile accesso. Nascosti nelle foreste o nelle montagne, tali nuclei si trasformarono in comunità autogestite, composte da una varietà eterogenea di persone, come schiavi, indios, emarginati, ricercati; erano dedite ad attività di un'economia di sussistenza e, talvolta, al commercio, con alcune di esse divenute addirittura particolarmente prospere.
Ne nacquero in tutte le regioni del Brasile, in particolare negli attuali stati dell'Amazonas, Bahia, Goiás, Mato Grosso, Minas Gerais, Pará, Rio de Janeiro e San Paolo.
I loro abitanti, chiamati "quilombolas", erano in origine ex–schiavi fuggiti dai loro padroni nel primo periodo della storia coloniale del Brasile. In alcuni periodi e in talune zone, tentarono di riprodurre l'organizzazione sociale africana.
Anche dopo l'abolizione ufficiale della schiavitù in Brasile, che ebbe luogo il 13 maggio 1888, alcuni di queste comunità, grazie al loro isolamento, continuarono a esistere per decine di anni. Altre si trasformarono in località, come ad esempio Ivaporanduva, vicino a rio Ribeira de Iguape, nello stato di San Paolo.

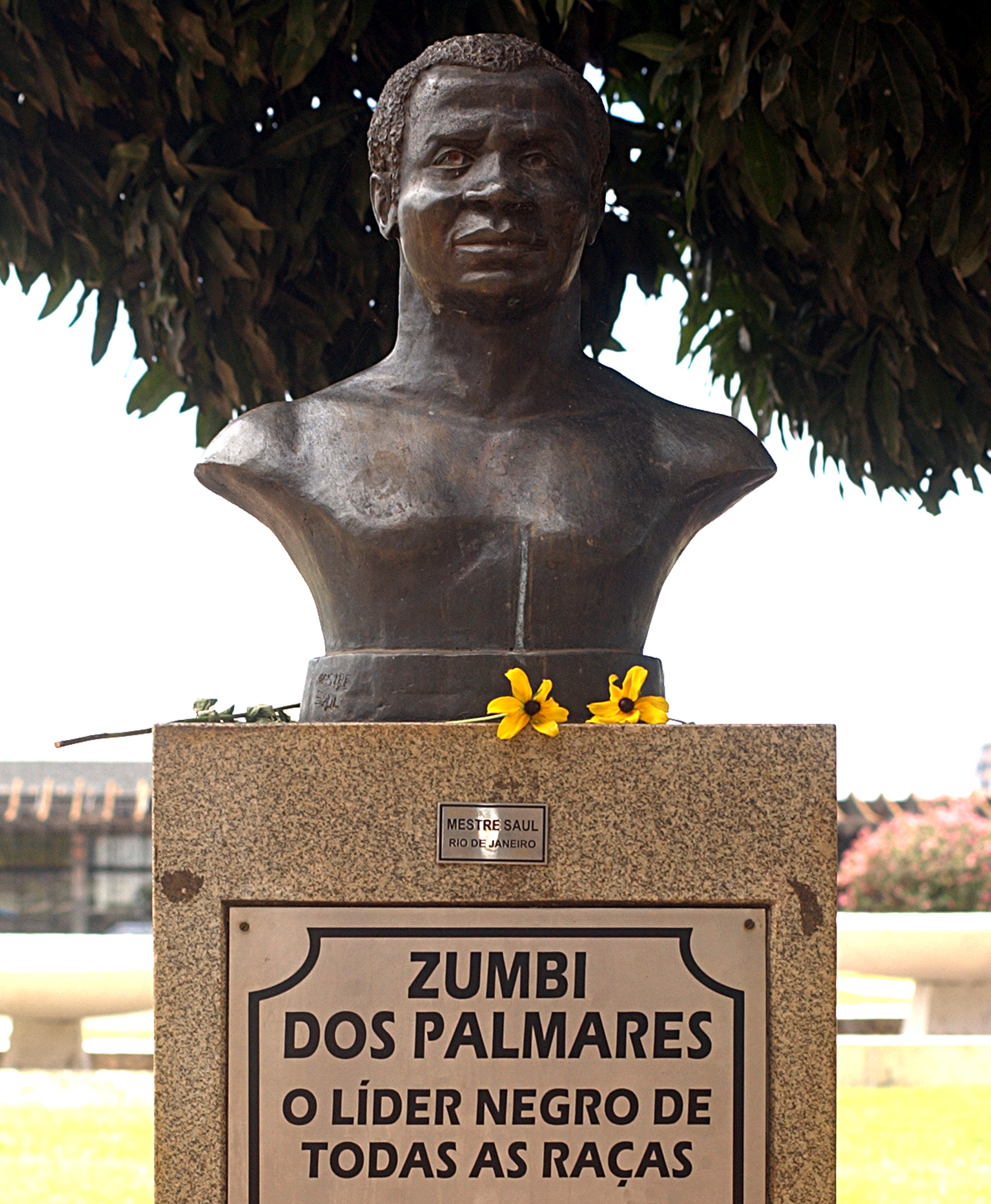
Busto raffigurante Zumbi dos Palmares

La maggior parte dei quilombo ha avuto un'esistenza limitata nel tempo, in quanto, una volta scoperti, i quilobolas venivano repressi in modo estremamente violento al fine di impadronirsi dei beni di questi fuggitivi e dissuadere gli altri schiavi dal seguirne le scelte. Alcuni individui furono sottoposti a esecuzioni particolarmente cruente, come Zumbi dos Palmares, il più famoso dei quilombolas, che fu decapitato ed evirato.

## Quilombo nell'arte
- Gilberto Gil, musicista brasiliano, vi ha dedicato una delle sue canzoni più riuscite, Quilombo, o El Dorado Negro
- Jorge Ben Jor ha dedicato a Zumbi l'omonimo samba divenuto popolarissimo nel Nord del Brasile.
- Sergio Ricardo, popolarissimo cantore dei morros di Rio de Janeiro, dedicò un samba alla storia del Quilombo da Palmeiras.
- Caetano Veloso ricorda il Quilombo di Zumbi nel suo famosissimo "Sampa", nel terz'ultimo verso del testo.
- Max Cavalera, cantante del gruppo metal Soulfly, ha dedicato una canzone ("Quilombo") a Zumbi e ai Quilombo. Lo stesso tema è più volte ripreso in altre canzoni del noto gruppo brasiliano.